# Журбін Олександр Борисович
Олександр Борисович Журбін (рос. Алекса́ндр Бори́сович Журби́н; * 7 серпня 1945, Ташкент, Узбецька РСР) — російський композитор.
Закінчив Московську консерваторію (клас М. Пейко). Автор опер, балетів, 12 мюзиклів, симфоній, музики до українських телефільмів: «Обранець долі» (1987), «Галявина казок» (1988, 3 а), «Блукаючі зірки» (1991, 2 с).
Від 1990 року працює в США